# فيتو سكاليتا
فيتو سكاليتا (بالإسبانية: Vito Scaletta)‏ هو شخصية خيالية من سلسلة ألعاب مافيا التابعة لشركة تو كي تشيك، هو بطل لعبة مافيا 2، ويظهر كشخصية ثانوية في مافيا 3.
هو مهاجر إيطالي في إمباير باي (النسخة الخيالية من نيويورك داخل اللعبة)، عند عودته من القتال في الحرب العالمية الثانية يشارك في عالم الأجرام، سيبدأ جنبًا إلى جنب مع أفضل صديق له «جو باربارو» في صعود المناصب حتى أدرك أنه كلما ارتفع في المناصب زادت المخاطر التي يتعرض لها.

## تاريخ الشخصية

### مافيا 2
وصل فيتو سكاليتا إلى إمباير باي وهو طفل، هاجر والديه من صقلية واستقروا في حي إيطالي يدعى ليتل، كان والده يعمل في الميناء لكنه سقط في إدمان الكحول وتوفي يومًا ما، تربى فيتو وأخته فرانشيسكا على يد والدتهما التي لم تستطع توفير الكثير من الموارد لهم.
عندما كان طفلاً ارتكب فيتو بمساعدة صديقه المفضل «جو باربارو» جرائم صغيرة معًا، حتى في يوماً ما تم إيقاف فيتو من قبل الشرطة كان فيتو بين خيارين: الذهاب إلى السجن أو المسيرة لخوض الحرب العالمية الثانية، كان عام 1943 وكانت الولايات المتحدة بحاجة إلى شباب إيطاليين من أجل عملية (Husky)، قاتل فيتو لمدة عامين حتى أصيب وعاد إلى المنزل، حيث حصل صديقه القديم «جو باربارو» على بعض الأوراق لمنع الجيش من إعادته إلى القتال.
عند عودته من الحرب يكتشف فيتو أن والدته وشقيقته تعيشان في ظروف سيئة للغاية وتعانيان من الديون التي تكبدها والده الراحل، يلجأ إلى صديقه «جو باربارو» الذي جعله على اتصال مع مافيا إمباير باي، لأنه كان متورطًا معهم في ذلك أثناء غياب فيتو في الحرب.
ومرة أخرى اعتقلته الشرطة متهمة إياه ببيع طوابع الغاز المسروقة وهي جريمة اتحادية، تم الدفاع عن فيتو من قبل أحد المحامين لكنه حُكم عليه بالسجن لمدة عشر سنوات في السجن، التقى خلالها «ليو جالانتي» أحد رجال العصابات المهمين، بفضل «ليو جالانتي» تمتع فيتو بموقع متميز في السجن، لكنه خرج من السجن في عام 1951.
بعد مغادرة السجن كان فيتو يتصل بجو الذي يرتبط بعائلة فالكون ويريد أن يثبت قيمته للعمل معهم، بفضل هذا ارتفع مستوى المعيشة لدى فيتو بشكل كبير وقام بشراء شقة فاخرة.

### مافيا 3
بعد أحداث مافيا 2، وبعد 15 سنة، تم إرسال فيتو إلى مدينة نيو بوردو (النسخة الخيالية من نيو أورلينز داخل اللعبة) جنبا إلى جنب مع لينكولن كلاي، وكاساندرا، والآيرلندي يدعى توماس بورك، في السيطرة على أراضي ماركانو في نيو بوردو.
خلال اللعبة، تبدأ في معرفة المزيد حول ما حدث مع فيتو بعد أحداث مافيا 2، يعترف فيتو بأن صديقه «جو باربارو» نجا بعد وفاة عائلة فالكون وتمكن من الفرار إلى شيكاغو، حيث كان لا يزال لديه بعض حلفاء، ومع ذلك وفقًا لفيتو في إحدى مهامه الجانبية فقد انتهى هؤلاء بخيانة صديقه «جو باربارو» وقتلوه بطريقة قاسية لدرجة أن جسده لم يكن معروفًا.
يعتمد مصير فيتو على قرارات اللاعب أثناء اللعب بشخصية لينكولن كلاي في حالة عدم منح لينكولن كلاي السلطة في مدينة فيتو يقرر التوقف عن التعاون معه، والتي سوف يستجيب لها لينكولن كلاي بالقضاء على فيتو، من ناحية أخرى إذا كانت علاقتهم مثمرة وقررت مساعدة لينكولن كلاي في تولي السلطة بعد الانتهاء من سال ماركانو، ينتهي فيتو بالسيطرة على نيو بوردو وتحويل المدينة إلى ما يسمى باسم «لاس فيغاس ديل سور».